# Маккарти, Хелен (писательница)
Хе́лен Макка́рти (англ. Helen McCarthy; р. 1951) — английская писательница и журналист, автор книг об аниме и манге, а также энциклопедии аниме в соавторстве с Джонатаном Клементсом. В 1991 году основала первый профессиональный тематический журнал Anime UK magazine, писала статьи для Super Play, Manga Mania. В последнем издании Маккарти проработала редактором с 1997 по 1998 годы. Её книга Manga Manga Manga, A Celebration of Japanese Animation at the ICA, изданная в 1992 году, которая стала первой книгой об аниме на английском языке. Писательница публиковалась в различных журналах, выступала на конференциях, фестивалях и читала лекции в Европе, США и Японии.

## Публикации
- Manga Manga Manga, A Celebration of Japanese Animation at the ICA. — L: Institute of Contemporary Arts, 1992. — 30 с. — ISBN 0952043408.
- Аниме! Руководство по японской анимации для начинающих //  Anime! A Beginners Guide To Japanese Animation. — L: Titan Books, 1993. — 64 с. — ISBN 1852864923.
- Руководство по аниме-фильмам — Японская анимация с 1983 года //  The Anime Movie Guide — Japanese Animation since 1983. — L: Penguin Putnam, 1997. — 288 с. — ISBN 0879517816.
- Руководство по эротическим аниме-фильмам //  The Erotic Anime Movie Guide. — L: Overlook TP, 1999. — 191 с. — ISBN 0879517050.
- Хаяо Миядзаки: Мастер японской анимации //  Hayao Miyazaki: Master of Japanese Animation. — Berkeley, CA: Stone Bridge Press, 1999. — 240 с. — ISBN 1880656418.
- (В соавторстве с Джонатаном Клементсом) Энциклопедия аниме: Японская анимация с 1917 года//  The Anime Encyclopedia: A Guide to Japanese Animation Since 1917. — Berkeley, CA: Stone Bridge Press, 1999. — 2001 с. — ISBN 1880656647.
- 500 героев и злодеев манги //  500 Manga Heroes and Villains. — L: Barron's Educational Series, 2006. — 352 с. — ISBN 0764132016.
- 500 необходимых аниме, которые должны быть у каждого //  500 Essential Anime You Must Own. — Barron's Educational Series, 2008. — ISBN 9781905814282.